# Пештішань
Пештішань, Пештішані (рум. Peștișani) — село у повіті Горж в Румунії. Входить до складу комуни Пештішань.
Село розташоване на відстані 251 км на захід від Бухареста, 18 км на захід від Тиргу-Жіу, 103 км на північний захід від Крайови.

## Населення
За даними перепису населення 2002 року у селі проживали 1283 особи.
Національний склад населення села:
| Національність | Кількість осіб | Відсоток |
| -------------- | -------------- | -------- |
| румуни         | 1242           | 96,8%    |
| цигани         | 40             | 3,1%     |

Рідною мовою назвали:
| Мова      | Кількість осіб | Відсоток |
| --------- | -------------- | -------- |
| румунська | 1243           | 96,9%    |
| циганська | 39             | 3,0%     |